# Finał Mistrzostw Świata w Piłce Nożnej 1934

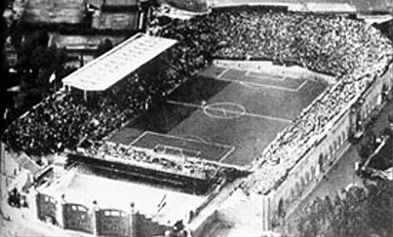
Stadio del Partito Nazionale Fascista w Rzymie, arena meczu finałowego mistrzostw świata 1934

Mecz finałowy Mistrzostw Świata w Piłce Nożnej 1934 odbył się 10 czerwca 1934 roku na Stadio del Partito Nazionale Fascista w Rzymie we Włoszech. Spotkały się w nim reprezentacja Włoch z reprezentacją Czechosłowacji. Sędzią tego meczu był Ivan Eklind (Szwecja). Mistrzostwo świata po raz pierwszy w historii zdobyli Włosi, którzy pokonali – po dogrywce – Czechosłowaków 2:1 (w regulaminowym czasie gry: 1:1). Był to pierwszy finał mistrzostw świata, w którym do wyłonienia zwycięzcy potrzebna była dogrywka. Najskuteczniejszym strzelcem turnieju został Oldřich Nejedlý (Czechosłowacja). Puchar Jules’a Rimeta wzniósł kapitan zwycięskiej drużyny, Gianpiero Combi.

## Uczestnicy

### Droga do finału
| Włochy            | Włochy    | Włochy                                            | Runda          | Czechosłowacja | Czechosłowacja | Czechosłowacja                                   |
| ----------------- | --------- | ------------------------------------------------- | -------------- | -------------- | -------------- | ------------------------------------------------ |
|                   |           |                                                   |                |                |                |                                                  |
| Przeciwnik        | Wynik     | Strzelcy                                          | Faza pucharowa | Przeciwnik     | Wynik          | Strzelcy                                         |
| Stany Zjednoczone | 7:1       | A. Schiavio ×3, R. Orsi ×2, G. Ferrari, G. Meazza | 1/8 finału     | Rumunia        | 2:1            | Antonín Puč, Oldřich Nejedlý                     |
| Hiszpania         | 1:1 / 1:0 | Giovanni Ferrari / Giuseppe Meazza                | Ćwierćfinały   | Szwajcaria     | 3:2            | František Svoboda, Jiří Sobotka, Oldřich Nejedlý |
| Austria           | 1:0       | Enrique Guaita                                    | Półfinały      | III Rzesza     | 3:1            | Oldřich Nejedlý ×3                               |

## Mecz
| 10 czerwca 1934 15:30 CET | Włochy · Raimundo Orsi 81' · Angelo Schiavio 95' | 2:1 dogr.(0:0)Raport | Pierwsza Republika Czechosłowacka · Antonín Puč 71' | Stadio del Partito Nazionale Fascista, Rzym Widzów: ok. 55 tys. Sędzia: Ivan Eklind |
|                           |                                                  |                      |                                                     |                                                                                     |

|                | Gianpiero Combi (k.) |
|                | Eraldo Monzeglio     |
|                | Luigi Allemandi      |
|                | Attilio Ferraris     |
|                | Luis Monti           |
|                | Luigi Bertolini      |
|                | Enrique Guaita       |
|                | Giuseppe Meazza      |
|                | Giovanni Ferrari     |
|                | Raimundo Orsi        |
|                | Angelo Schiavio      |
| Trener:        |                      |
| Vittorio Pozzo |                      |

|             | František Plánička (k.) |
|             | Josef Čtyřoký           |
|             | Ladislav Ženíšek        |
|             | Rudolf Krčil            |
|             | Štefan Čambal           |
|             | Josef Košťálek          |
|             | Antonín Puč             |
|             | Oldřich Nejedlý         |
|             | František Svoboda       |
|             | František Junek         |
|             | Jiří Sobotka            |
| Trener:     |                         |
| Karel Petrů |                         |

WŁOCHY
PIERWSZY TYTUŁ